# Bruno August Philip Conrad Fischer
Bruno August Philip Conrad Fischer, född 26 juni 1869 i Frankfurt am Main, död okänt år, var en tysk kopparstickare och etsare.
Han var son till koppartryckaren Frans Louis Bruno Fischer och Ursula Harpainter. Fadern flyttade från Tyskland till Sverige 1886 och var under två års tid anställd vid Generalstabens litografiska anstalt. Fischer anställdes sanmtidigt som sin far vid Generalstabens litografiska anstalt men valde att inte medfölja sin far vid återresan till Tyskland 1888. Han studerade etsning för Albert Theodor Gellerstedt och återfinns i Berlin i början av 1900-talet där han driver ett koppartryckeri. Hans konst består huvudsakligen av etsningar med landskapsmotiv.